# NGC 4248
NGC 4248 is een balkspiraalstelsel in het sterrenbeeld Jachthonden. Het hemelobject werd op 9 februari 1788 ontdekt door de Duits-Britse astronoom William Herschel.

## Synoniemen
- UGC 7335
- MCG 8-22-99
- ZWG 244.1
- ZWG 243.64
- PGC 39461